# NGC 1007
NGC 1007 est une galaxie lenticulaire particulière située dans la constellation de la Baleine. NGC 1007 a été découverte par l'astronome allemand Albert Marth en 1865.

## Caractéristiques
Sa vitesse par rapport au fond diffus cosmologique est de 6 841 ± 30 km/s, ce qui correspond à une distance de Hubble de 100,9 ± 7,1 Mpc (∼329 millions d'al).